# Trigonomima penecyanella
Trigonomima penecyanella là một loài ruồi trong họ Asilidae. Trigonomima penecyanella được Tomosovic miêu tả năm 2005. Loài này phân bố ở miền Ấn Độ - Mã Lai.